# Polyalthia bifaria
Polyalthia bifaria är en kirimojaväxtart som först beskrevs av A. Dc., och fick sitt nu gällande namn av Joseph Dalton Hooker och Thomas Thomson. Polyalthia bifaria ingår i släktet Polyalthia och familjen kirimojaväxter. Inga underarter finns listade i Catalogue of Life.